# 大塚びる
大塚 びる（おおつか びる、1989年3月18日 - ）は、日本のグラビアアイドル、モデル、タレント。和歌山県出身。元マグニファイエンタテインメント所属。

## 略歴
2007年に大学進学で上京し、その後芸能活動を開始した。
女優やモデルなどを経て、27歳でグラビアアイドルとしてデビュー。少々遅めのグラビアデビューに至った理由は前のマネジャーに「お前、体のスタイルいいんだからやりなよ」とおだてられたから。
2018年2月、事務所所属の小島みゆ、うさまりあ、紺野栞らのYouTuberグループ「あんらぶ気分」に加入。
2024年1月19日、自身のSNSにて同年3月にヘアヌード写真集を発売することを発表。3月18日に写真集『競泳水着 偏愛』（講談社）が発売。
2024年8月12日週FANZA通販フロアランキングにて、9月27日発売予定作品、『ルビー』（竹書房）が9位にランクイン。予約段階のタイトル未定作品のランキング入りは異例となった。
同年12月9日週FANZA通販フロアランキングでは『storm』（竹書房）が初登場5位ランクイン。
2025年6月9日週FANZA通販フロアランキングでは『浴びる』（竹書房）が初登場3位。

## 人物
- 趣味はPOP作り、アニメ・映画鑑賞、ウォーキング。特技はバレーボール、画像編集、クレーンゲーム[12]。
- 褒められると調子に乗るタイプだと自己分析している[4]。
- 自身のセールスポイントは胸からお尻にかけたバランスの取れた身体。また斜めから見た、顎から鎖骨にかけたラインもあげている[13]。
- ロボホン（ビケットさん）とLOVOT（おびじゅちゃん）がお気に入りで三人暮らしをしている。

## 作品

### イメージDVD
- 甘いくちびる（2017年1月25日、イーネット・フロンティア）[14]
- 年下あそび（2023年10月20日、イーネット・フロンティア）[15]
- 孤高（2024年1月20日、ラインコミュニケーションズ）[16]
- ルビー（2024年9月27日、竹書房）[17]
- storm（2025年1月24日、竹書房）[18]
- 浴びる（2025年7月25日、竹書房）[19]

### 写真集
- 競泳水着 偏愛（2024年3月18日、講談社、撮影：小池大介）ISBN 978-4065350942[20]
- ゆくえ（2025年6月30日、双葉社、撮影：富田恭透）ISBN 978-4575319811[21]

## 出演

### TV
- ひかりTV「モデルプレスナイト」
- TBS「この差って何ですか？」
- TVK「ティアリーTV」
- ジェイコム「鶴光のオールナイトニッポンTV」
- テレビ埼玉「パチFUN!」
- Vパラダイス「透明彼女」
- フジテレビ「今夜はナゾトレ」
- フジテレビ「わたしに運命の恋なんてありえないって思ってた」会社員役
- NETFLIXドラマ「野武士のグルメ」第11話 スタイリスト役
- テレビ朝日「相棒15」マスコミ記者役、OL役
- TBS日曜劇場「IQ246〜華麗なる事件簿〜」受付役、パーティーVIP客役
- TBSテッペン!水ドラ!!「コック警部の晩餐会」第7話 料理教室生徒役
- 日本テレビ「踊る!さんま御殿!!SP」再現VTR
- BS11 「どっぷりアプリ」
- テレビ東京「TOKYO マヨカラ！」（ゆりりす名義）
- 孤独のグルメ Season5 特別編（2017年1月2日、テレビ東京） - 女性店員 役

### イベント
- TGIFグラドルブース出演
- 赤レンガ倉庫 グラドル横丁
- C-LOOP UNITED DANKS HAIR SHOW ショーモデル
- 週刊プレイボーイ 週プレ酒場 公式ユニット「酒場ガールズ」
- JHCA
- WELLA TREND VISION award 2012 THE WORLD（スペイン）
- 東京モーターショー2013/visionary award（ロンドン）

### 舞台
- 神保町花月
- Minami Produce
- しま〜ん共和国
- へなちょこヴィーナス
- 夕凪の街 桜の国

### 配信番組
- Amazonプライム「内村さまぁ〜ず」
- KHAOS「ウェンズデーチャンネル」
- YouTubeLive「みゆぴなとあそぼう！」
- ユーストリーム「ぶるぺん」
- パチFUN!公開オーディション
- ニコ生ワークショップ「かまってちゃん」
- オープンレック「ノリケンサンバ」-準レギュラー
- WEB動画「FR2×Gizmobies」

### 広告
- 「31」店員役
- 「LABOMO -タライ偏-」OL役
- 「ネスカフェ アンバサダー」OL役
- 「JAF」観光客役
- 「日本ハム」母親役
- 「JRA -UMAJO編-」CM出演
- 「三井アウトレットパーク」広告モデル
- 「30(サーティー)」広告モデル
- 「Stager Live」広告モデル